# Ozark Gas Transmission
Ozark Gas Transmission — газопровід, споруджений для видачі продукції з нафтогазоносного басейну Аркома.
Трубопровід широтного спрямування сполучає центри видобутку в суміжних районах штатів Оклахома та Арканзас з рядом потужних транспортних систем, що проходять через північний схід Арканзасу та південно-східний кут Міссурі — Texas Eastern Transmission, Texas Gas Transmission, Natural Gas Pipeline Company of America, Mississippi River Transmission. Одним із джерел для наповнення газопроводу слугує продукція сланцевої формації Файєтвіль. Для збору блакитного палива в районах видобутку та доставки у магістральний трубопровід працює газозбірна система Ozark Gas Gathering довжиною 330 миль (за іншими даними — 365 миль).
Довжина Ozark Gas Transmission становить 366 (за іншими даними — 565) миль. Її пропускна здатність становить 1,7 млрд м3 в річному еквіваленті.